# Lijst van personen uit Almere
Deze lijst van personen uit Almere geeft een overzicht van personen die in Almere geboren of overleden zijn, met een eigen artikel op de Nederlandstalige Wikipedia.

## Geboren in Almere
- Raymzter (1979), rapper
- Yfke Sturm (1981), model
- Bente Becker (1985), politica
- Hedwiges Maduro (1985), voetballer
- Danny Holla (1987), voetballer
- Faith Bruyning (1988), politica (NSC)
- Jordy Deckers (1989), voetbaldoelman
- Ismo Vorstermans (1989), voetballer
- Bianca Baak (1992), atlete
- Mike van der Hoorn (1992), voetballer
- Desiree van Lunteren (1992), voetbalster
- Xandro Schenk (1993), voetballer
- Kiran Badloe (1994), windsurfer
- Don Melody Club (1994), singer-songwriter en toetsenist
- Esko (1994), rapper/producer
- Damil Dankerlui (1996), voetballer
- Tim van Teunenbroek (1996), influencer
- Niki Wories (1996), kunstschaatsster
- Alessio Da Cruz (1997), voetballer
- Kevin Doets (1998), darter
- Aliyah Kolf (1999), zangeres
- Cero Ismael (1999), zanger en rapper
- Cain Seedorf (2000), voetballer
- Sergiño Dest (2000), voetballer
- Leafs (2001), rapper
- Ayouba Kosiah (2001), voetballer
- Nordin Musampa (2001), voetballer
- Roxy Rosa (2002), zangeres
- Yssi SB (2002), rapper
- Dillon Hoogewerf (2003), voetballer
- Elisha Kruize (2003), voetbalster
- Noah Ohio (2003), voetballer
- Amourricho van Axel Dongen (2004), voetballer
- Joni Paliama (2004), voetbalster
- Jadiel Pereira da Gama (2009), voetballer

## Overleden in Almere
- Koos Schuur (1915-1995), dichter, schrijver en vertaler
- Coen van Vrijberghe de Coningh (1950-1997), acteur
- Herman Diederik Janzen (1923-1998), beeldhouwer, medailleur en tekenaar
- Wim Krijt (1914-2000), fotograaf
- Dirk-Jan Bijker (1946-2001), presentator, regisseur en producent
- Luciano van den Berg (1984-2005), voetballer
- Tim Beekman (1941-2006), acteur
- Chicho Jesurun (1947-2006), Nederlands Antilliaans honkballer en honkbalcoach
- Dick Mallon (1926-2006), journalist
- Sanny Day (1921-2008), jazzzangeres
- Ella Snoep (1927-2009), actrice
- Geertje Wielema (1934-2009), zwemster
- Jos van der Valk (1930-2014), televisie- en theaterproducent
- Gerold Limon (1968-2016), zanger
- Hansje Bunschoten (1958-2017), zwemster en presentatrice
- Jan Schoenaker (1923-2017), beeldend kunstenaar
- Rob Schaeffer (1937-2019), politicus
- Willy Schmidt (1926-2020), voetballer
- Heleen Visser-van der Weele (1952-2021), politica
- John Albert Jansen (1954-2024), filmmaker en journalist
- Hein Boele (1939 - 2025), acteur

Alkmaar · 
Almelo ·
Almere · 
Alphen-Chaam · 
Alphen aan den Rijn ·
Amersfoort · 
Amstelveen · 
Amsterdam · 
Apeldoorn · 
Arnhem · 
Assen ·
Baarn · 
Bergen op Zoom · 
Bilthoven · 
Bolsward · 
Boxtel · 
Breda · 
Bredevoort · 
Brunssum · 
Bussum · 
Delft ·
Den Haag ·
Den Helder · 
Deurne · 
Deventer · 
Doetinchem ·
Dokkum · 
Dordrecht · 
Drachten · 
Ede · 
Eindhoven · 
Emmen · 
Enschede · 
Franeker · 
Geleen · 
Gouda · 
Groenlo ·
Groningen · 
Haarlem · 
Harlingen ·  
Heemstede · 
Heerenveen · 
Heerlen · 
Helmond · 
Hengelo · 
's-Hertogenbosch · 
Hilversum · 
Hoogeveen · 
Hoorn · 
Horst ·
Kampen · 
Kerkrade · 
Leerdam · 
Leeuwarden · 
Leiden · 
Lelystad · 
Maastricht · 
Meppel ·  
Middelburg  ·
Nijkerk · 
Nijmegen · 
Oldenzaal · 
Ommen · 
Oss · 
Rijswijk (Zuid-Holland) · 
Roosendaal · 
Rotterdam · 
Schiedam · 
Sittard · 
Sittard-Geleen · 
Sneek · 
Soest · 
Stadskanaal · 
Tegelen · 
Tiel · 
Tilburg · 
Urk · 
Utrecht · 
Veenendaal · 
Veghel · 
Venlo · 
Venray · 
Vlaardingen · 
Vlissingen · 
Wageningen · 
Warnsveld · 
Weert · 
Winschoten · 
Woerden · 
Zeist · 
Zierikzee · 
Zoetermeer · 
Zutphen · 
Zwolle